# Heimlich & Co.
Heimlich & Co. (även känt under titlarna Agenci, CIA, Detective & Co., Safe & Partners, Top Secret, Top Secret Spies och Under Cover) är ett brädspel med spioneritema, som gavs ut på tyska av Ravensburger 1984. Spelet går ut på att samla så många poäng som möjligt samtidigt som spelaren inte avslöjar vilken färg på spelpjäsen de har. Därigenom krävs det att spelaren bluffar och analyserar sina drag. Sju färger används på spelpjäserna och upp till fyra av dem behöver inte vara tilldelad en spelare utan flyttas runt ändå. I sitt drag slår spelaren med tärningen och flyttar hur många spelpjäser som helst tills tärningens summa är nådd. Detta kan resultera i ett visst antal poäng och så fortsätter spelet tills en spelare når över 129 poäng. Då gissar spelarna i hemlighet vem som är vem på spelplanen, där varje rätt svar ger fem poäng vid spelets slut. Spelet tar slut när en spelare når över 142 poäng och en vinnare utses efter att gissningarna och de rätta svaren har redovisats.
Heimlich & Co. vann Spiel des Jahres 1986.